# 雑司が谷駅
雑司が谷駅（ぞうしがやえき）は、東京都豊島区雑司が谷二丁目にある、東京地下鉄（東京メトロ）副都心線の駅である。駅番号はF 10。普通鉄道の駅では豊島区最南端にある。

## 歴史
- 2008年（平成20年）6月14日：副都心線の開通と同時に開業[1][2]。

## 駅構造
島式ホーム1面2線を有する地下駅。
建設中の環状5の1号線の地下にあり、ホームは地表から33.8 mに位置し、東京メトロの駅では5番目に深い駅に該当する。当駅の建設の際に行われた発掘調査では、江戸時代の茶碗や徳利が多数出土している。
出入口は3か所あり、1番出入口は都電荒川線鬼子母神前停留場の前にある。法明寺鬼子母神堂へ向かうには、この出入口から鬼子母神通り商店睦会を通って行くのが早い。2番出入口は千登世橋脇の明治通り沿いにある豊島区立千登世橋教育文化センター地下1階部分にある。
3番出入口は東京都道8号千代田練馬田無線（目白通り）の高田一丁目交差点付近にあり、そこに至る通路の途中に動く歩道が設置されている。当初の計画では目白通り沿いの出入口は検討されていなかったが、近隣住民の要望により設置された経緯がある。

### のりば
| 番線 | 路線     | 行先                       |
| ---- | -------- | -------------------------- |
| 1    | 副都心線 | 渋谷方面                   |
| 2    | 副都心線 | 和光市・森林公園・飯能方面 |

（出典：東京メトロ:構内図）

### 発車メロディ
開業当初からスイッチ制作の発車メロディ（発車サイン音）を使用している。
曲は1番線が「シーサイド」（谷本貴義作曲）、2番線が「ティータイム」（福嶋尚哉作曲）である。

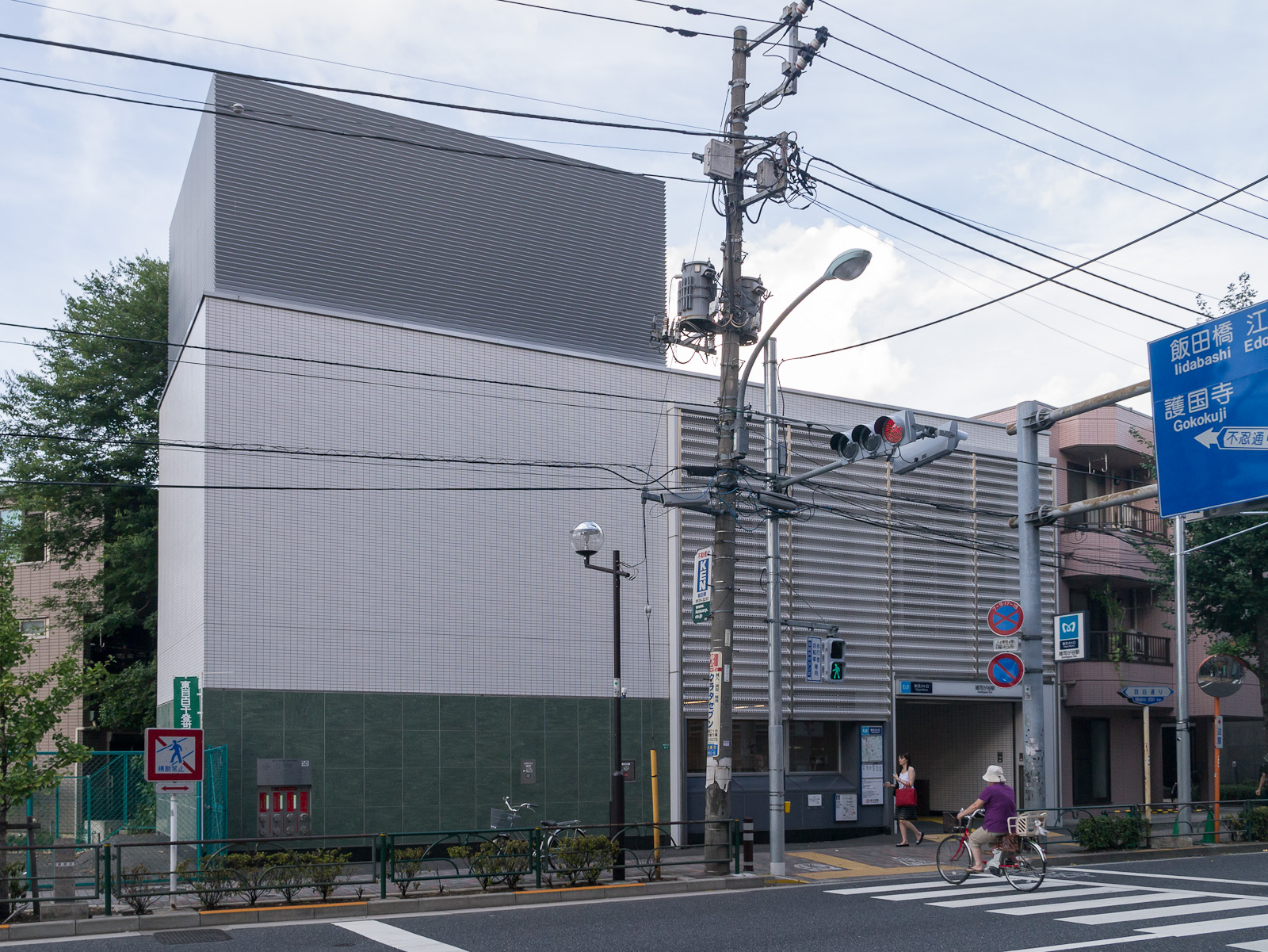
3番出入口（2012年9月）
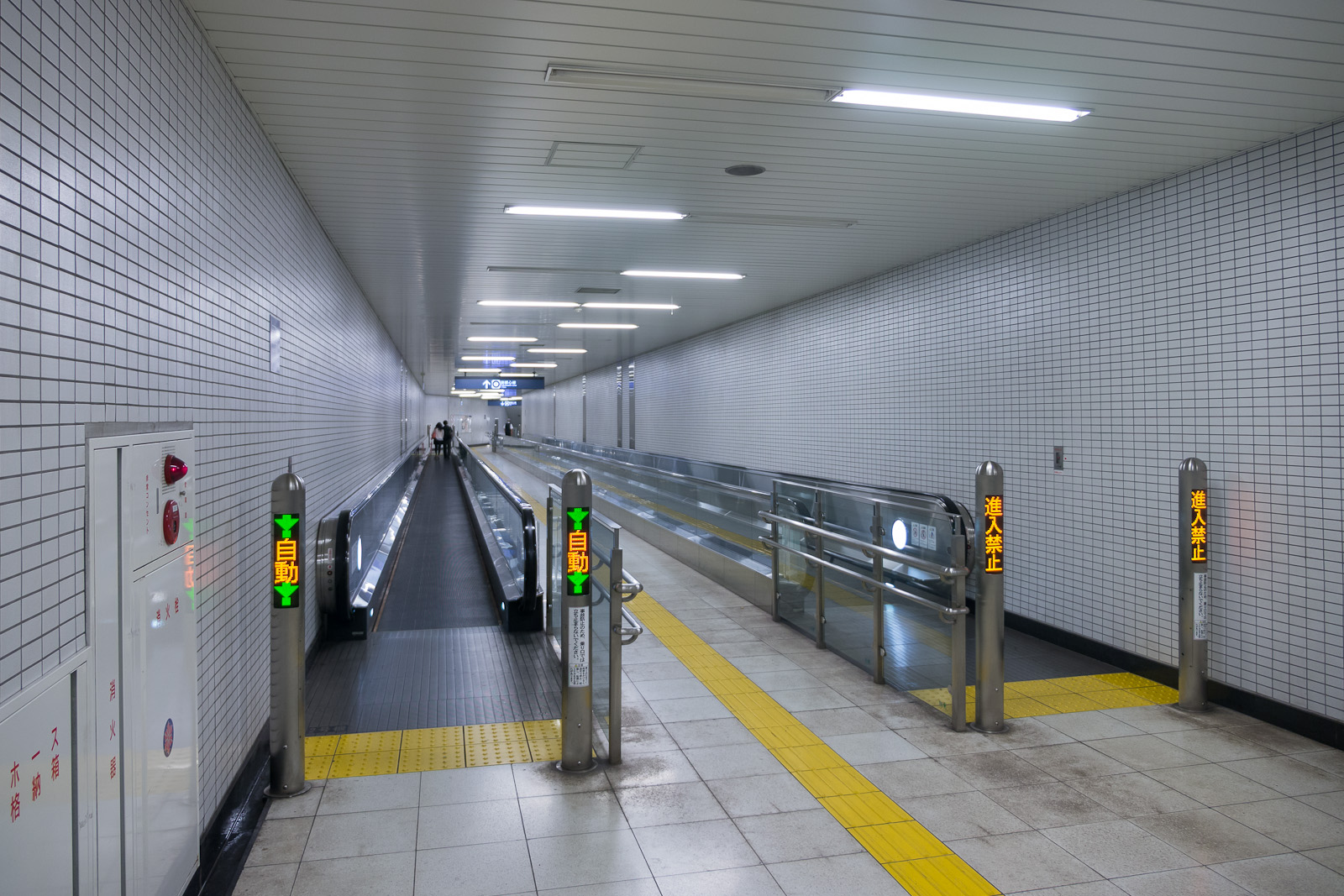
動く歩道（2012年9月）
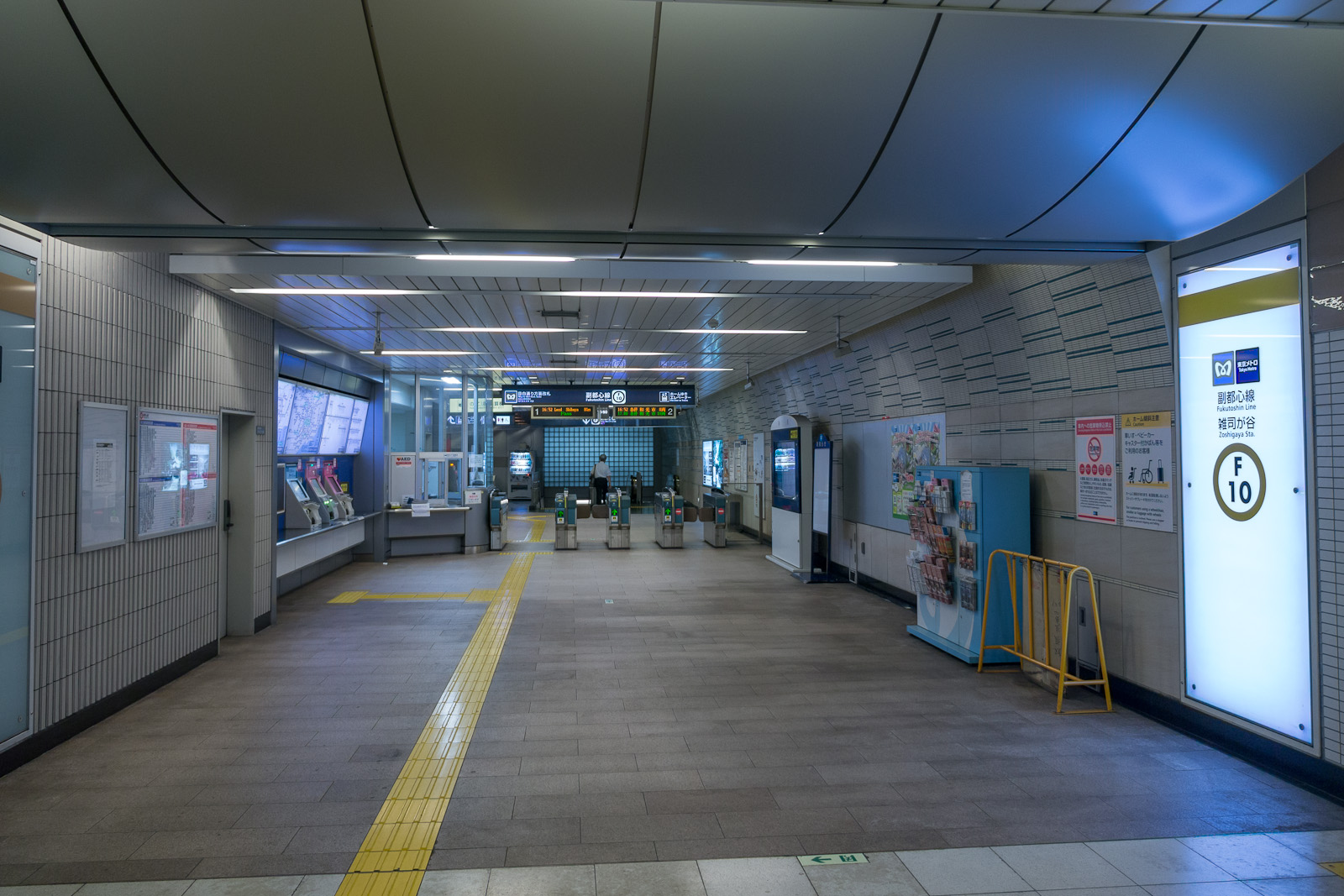
改札口（2012年9月）
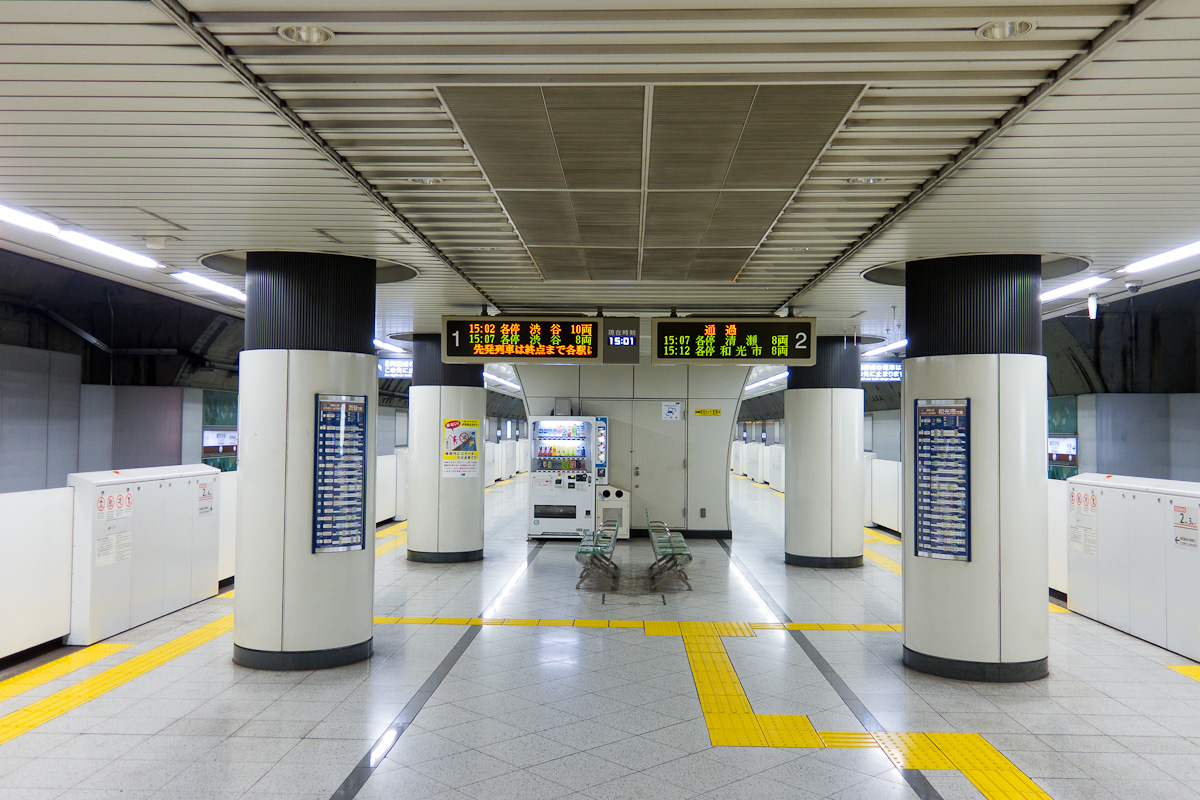
ホーム（2011年12月）

## 利用状況
2024年度の1日平均乗降人員は19,401人であり、東京メトロ全130駅中125位。副都心線内では最も少ない。開業前の予想乗降人員は1.7万人であった。
開業以来の1日平均乗降・乗車人員推移は下表の通りである。
| 年度               | 1日平均 乗降人員 | 1日平均 乗車人員 | 出典     |
| ------------------ | ---------------- | ---------------- | -------- |
| 2008年（平成20年） | 10,205           | 5,107            | [ * 1 ]  |
| 2009年（平成21年） | 11,492           | 5,836            | [ * 2 ]  |
| 2010年（平成22年） | 12,394           | 6,277            | [ * 3 ]  |
| 2011年（平成23年） | 12,799           | 6,475            | [ * 4 ]  |
| 2012年（平成24年） | 13,638           | 6,893            | [ * 5 ]  |
| 2013年（平成25年） | 15,873           | 8,025            | [ * 6 ]  |
| 2014年（平成26年） | 16,688           | 8,444            | [ * 7 ]  |
| 2015年（平成27年） | 17,437           | 8,825            | [ * 8 ]  |
| 2016年（平成28年） | 17,896           | 9,063            | [ * 9 ]  |
| 2017年（平成29年） | 18,381           | 9,293            | [ * 10 ] |
| 2018年（平成30年） | 19,061           | 9,622            | [ * 11 ] |
| 2019年（令和元年） | 19,339           | 9,743            | [ * 12 ] |
| 2020年（令和02年） | 15,598           |                  |          |
| 2021年（令和03年） | 15,016           |                  |          |
| 2022年（令和04年） | 17,807           |                  |          |
| 2023年（令和05年） | 18,916           |                  |          |
| 2024年（令和06年） | 19,401           |                  |          |

備考
1. 1 2  2008年6月14日開業。開業日から翌年3月31日までの計291日間を集計したデータ。

## 駅周辺
- 都電荒川線（東京さくらトラム） 鬼子母神前停留場
  - 当駅は鬼子母神前停留場の直下に位置しており、乗り換えは同停留場が案内される。なお、同線には「都電雑司ヶ谷停留場」が存在するが、この電停は鬼子母神前停留場の北隣であり、当駅からは北東へ約500 m離れている[注 2]。
- 法明寺鬼子母神堂
- 学習院大学
- 日本女子大学目白キャンパス
- 東京音楽大学
- 東京音楽大学付属高等学校
- 早稲田文理専門学校
- 雑司が谷郵便局
- 千登世橋（目白通り）
- 豊島区立千登世橋教育文化センター
  - 豊島区教育センター
  - 豊島区雑司が谷地域文化創造館
  - 豊島区立雑司が谷図書貸出コーナー
  - 豊島区立雑司が谷体育館
- 豊島区雑司が谷旧宣教師館
- 雑司が谷案内処
- 雑司ヶ谷霊園
- 警視庁 目白警察署
- 豊島消防署目白出張所
- 名村大成堂
- 東日本旅客鉄道（JR東日本）山手線 目白駅 - 公式な乗換駅ではない。

## バス路線
最寄りバス停留所は、3番出入口に近い鬼子母神前および2番出入口に近い千登世橋となる。以下の路線バスが乗り入れ、東京都交通局（都営バス）、西武バスにより運行されている。
鬼子母神前
- 白61：新宿駅西口行・ホテル椿山荘東京行・山吹町行 / 練馬車庫前行・練馬駅行・目白駅前行（都営バス）

千登世橋
- 池65：池袋駅東口行 / 練馬車庫前行・江古田二丁目行（都営バス）
- 池86：池袋駅東口行・池袋サンシャインシティ行 / 渋谷駅東口（循環）・新宿伊勢丹前行・早稲田行（都営バス）
- 宿20：西武百貨店前（池袋駅東口）行 / 新宿駅西口行（西武バス、平日朝のみ運行）

## 隣の駅
東京地下鉄（東京メトロ）
 副都心線

■急行・■通勤急行
通過
■各駅停車
池袋駅 (F 09) - 雑司が谷駅 (F 10) - 西早稲田駅 (F 11)